# 黑森-哈瑙
黑森-哈瑙（德語：Hesse-Hanau）是神圣罗马帝国的一个领地。它于1760年由原先的哈瑙-明岑贝格伯国演变而来，成为黑森-卡塞尔方伯国的一个次子继承领。在伯爵威廉九世于1785年继承黑森-卡塞尔方伯爵位后，两地政府开始逐步合并，但由于法国入侵和占领以及后来并入法国卫星国法兰克福大公国，使合并进程一度中断。直到1821年黑森-哈瑙才最终并入黑森选侯国（即黑森-卡塞尔）。

## 次子继承领

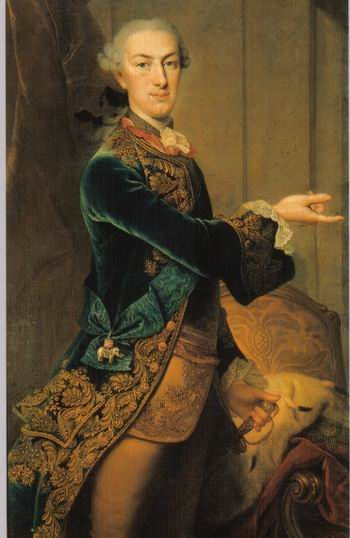
黑森-卡塞尔的世子与黑森-哈瑙伯爵威廉

当黑森-卡塞尔的世子，即后来的黑森-卡塞尔方伯腓特烈二世改宗为罗马天主教后，他的父亲、时任方伯黑森-卡塞尔方伯威廉八世决定设法限制他未来的领地。因此，他将1736年并入黑森-卡塞尔的哈瑙-明岑贝格伯国设为一个次子继承领，并转授给腓特烈之子、即未来的威廉伯爵。

## 主权

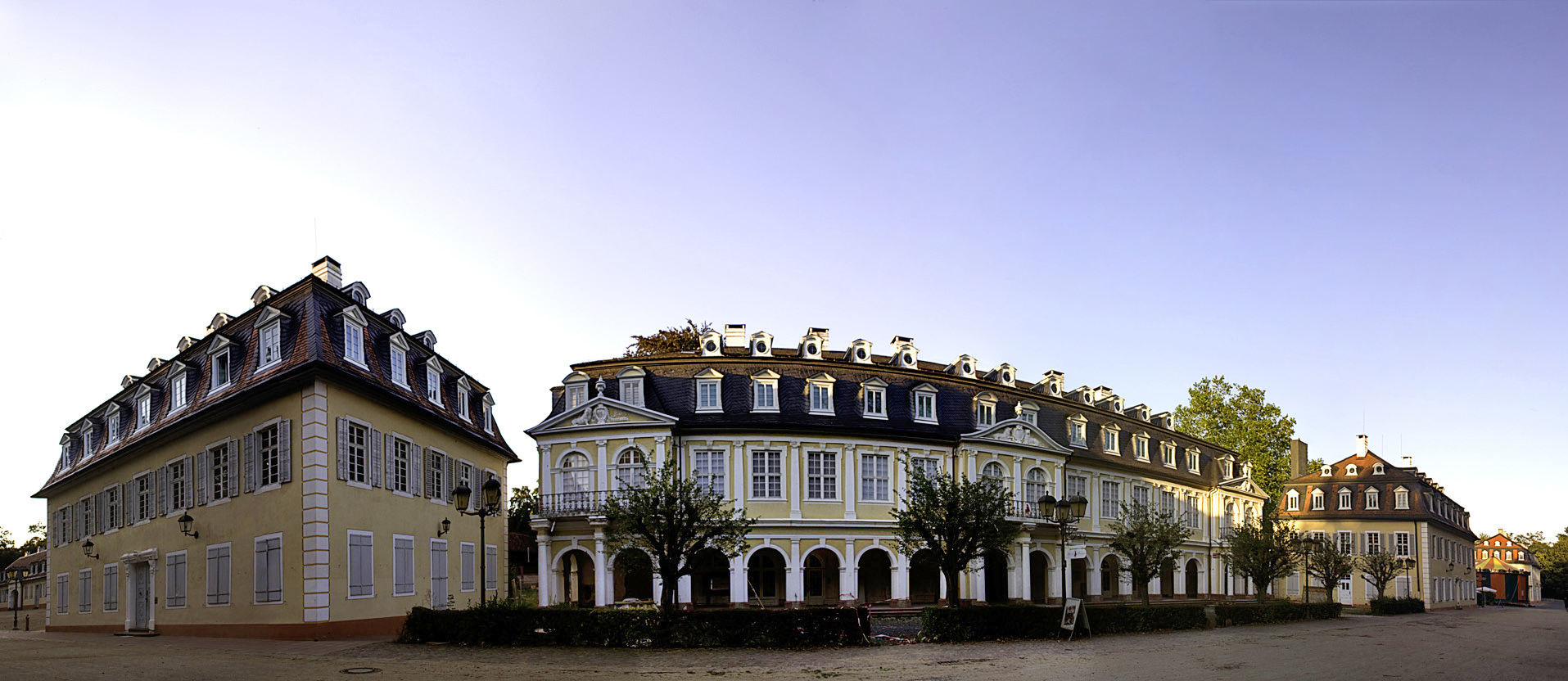
威廉斯巴德宫建于黑森-哈瑙短暂主权时期

由于伯爵威廉尚未成年，由他的母亲、英国公主玛丽担任法定监护人并摄政。1760年威廉继承黑森-卡塞尔后，方伯腓特烈二世曾多次试图将黑森-哈瑙重新并入黑森-卡塞尔，但由于英国及新教等级会议的反对而未能成功。作为进一步保护措施，来自汉诺威选侯国的部队驻扎在哈瑙。威廉于1764年成年后亲自掌政。1785年腓特烈二世去世后，威廉继承黑森-卡塞尔方伯爵位。尽管如此，黑森-哈瑙的政府在总体上仍独立于黑森-卡塞尔；不过内阁与战争部已与黑森-卡塞尔合并，1792年起卡塞尔上诉法院对哈瑙拥有司法管辖权。在此之前，黑森-哈瑙作为独立国家存在，并在首都哈瑙进行了一系列现代化建设，包括重要建筑的修建。这些建设资金来自于其舅父英国国王乔治三世提供的津贴。作为交换，黑森-哈瑙为英王派遣了一支2400人的军队，参与美国独立战争，史称黑森佣兵。
黑森-哈瑙在美国独立战争中派出的部队包括以下单位：
- 1776年：黑森-哈瑙“世子”团（Hessen-Hanauisches Regiment Erbprinz）
- 1777年：克洛伊茨堡猎兵团（Hessen-Hanauisches Jägerkorps Creutzburg）
- 1777年：黑森-哈瑙炮兵连“鲍施”（Hessen-Hanauische Artillerie-Kompanie Pausch）
- 1781年：黑森-哈瑙自由军“雅内克”（Hessen-Hanauisches Freikorps Janecke）

## 拿破仑战争时期
黑森-卡塞尔于1803年升格为黑森选侯国，而黑森-哈瑙则成为哈瑙亲王领。然而1806年神圣罗马帝国解体，黑森-卡塞尔并入法国卫星国威斯特伐利亚王国，哈瑙先是遭到法国军事占领，后于1810年并入另一法国卫星国法兰克福大公国。直到1813年解放战争胜利后，黑森-卡塞尔的主权才得以恢复。哈瑙的正式并入直到1821年黑森选侯威廉一世去世后，其继任者黑森选侯威廉二世进行行政改革时才完成，后此地被设为哈瑙县。

### 引用文献
- Arnd, Carl (1858). 《哈瑙省与下美因地区史》（Geschichte der Provinz Hanau und der unteren Maingegend），哈瑙。
- Kügler, Detmar (1980). 《美国独立战争中的德国军队》（Die deutschen Truppen in amerikanischen Unabhängigleitskrieg），斯图加特。
- Nöding, Caspar (1836). 《黑森-卡塞尔方伯与选侯家的统计、地理与历史》（Statistik, Topographie und Geschichte des Landgräflichen und Kurfürstlichen Hauses Hessen-Kassel），卡塞尔。
- Dietrich, Reinhard (1993). 「……关于浮夸国家与恶劣债务偿付状况。17世纪哈瑙伯国财政状况研究」. 《哈瑙历史文集》（Hanauer Geschichtsblätter），第31辑。